# Roberts-Operator
Der Roberts-Operator ist ein einfacher Kantendetektions-Algorithmus der Bildverarbeitung und einer der ältesten Operatoren. Der Operator wurde 1963 von Lawrence Roberts vorgestellt. Hier wird die Differenz über Kreuz liegender Pixel berechnet. Deswegen wird dieser Operator auch als Roberts-Cross-Operator bezeichnet. Das Kantenbild ist schnell und einfach zu berechnen, jedoch ist der Operator für verrauschte Bilder schlecht geeignet. Er produziert zudem schmalere Kanten als vergleichbare Kantendetektoren.
Der Operator nutzt als Faltungsmatrix eine 2×2-Matrix. Multipliziert man beide jeweils mit −1, so erhält man ebenfalls ein Paar Roberts-Filtermatrizen.
{\displaystyle \mathbf {b'_{x}} =\mathbf {h_{1}} *\mathbf {b} ={\begin{bmatrix}+1&0\\0&-1\end{bmatrix}}*\mathbf {b} }
{\displaystyle \mathbf {b'_{y}} =\mathbf {h_{2}} *\mathbf {b} ={\begin{bmatrix}0&+1\\-1&0\end{bmatrix}}*\mathbf {b} }
Mit {\displaystyle b} als das Eingangsbild.
Die Berechnung der Kantenstärke kann dann mittels {\displaystyle b'=|b_{x}'|+|b_{y}'|\!\,} durchgeführt werden.
Einfacher ausgedrückt, kann der Gradient für jedes Pixel in {\displaystyle b'\!\,} wie folgt berechnet werden:
{\displaystyle b'(x,y)=|b(x,y)-b(x+1,y+1)|+|b(x+1,y)-b(x,y+1)|\!\,}

## Beispielbilder

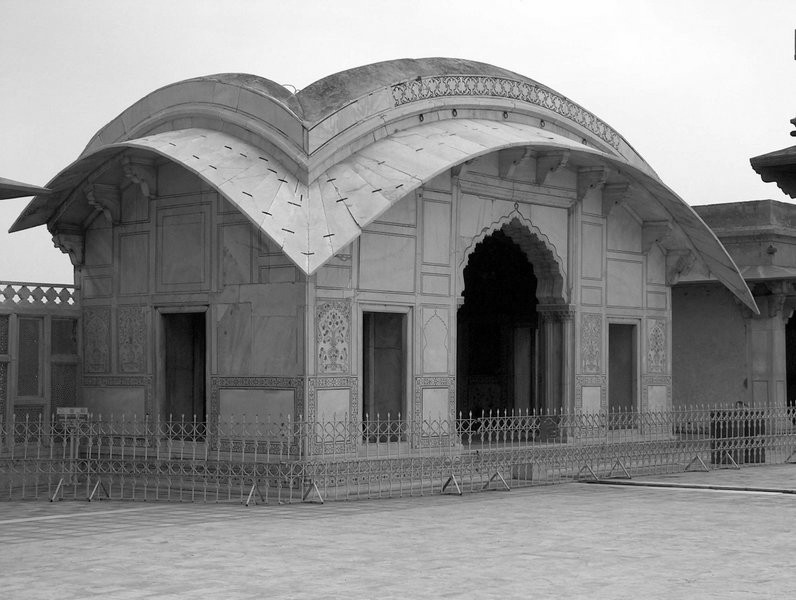
Originalbild
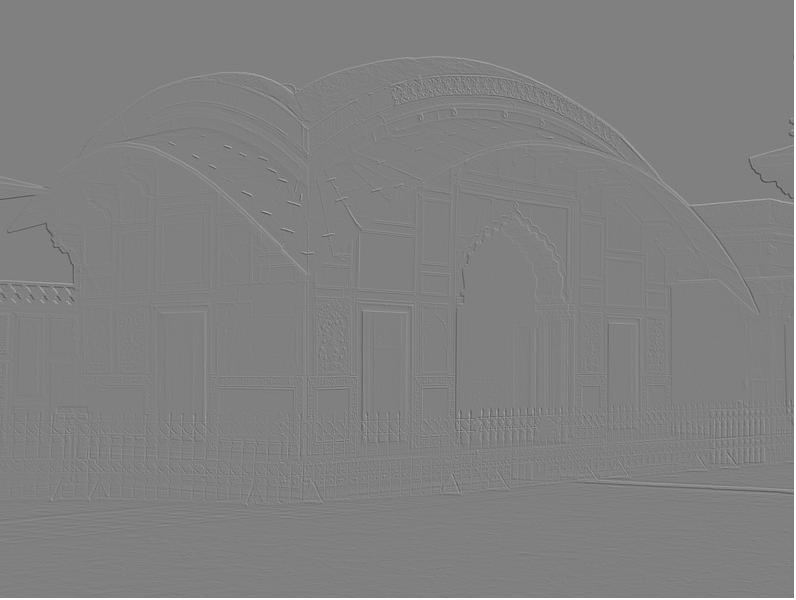
Bild gefiltert mit h_1
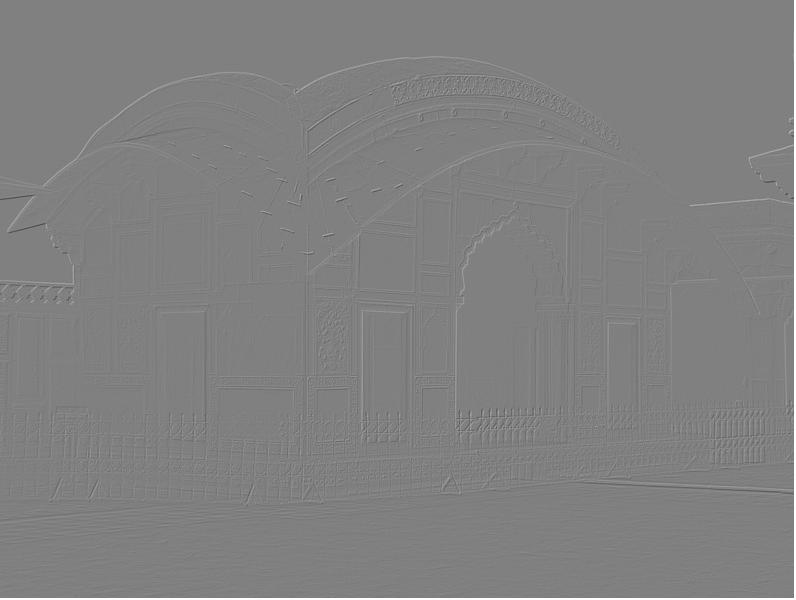
Bild gefiltert mit h_2
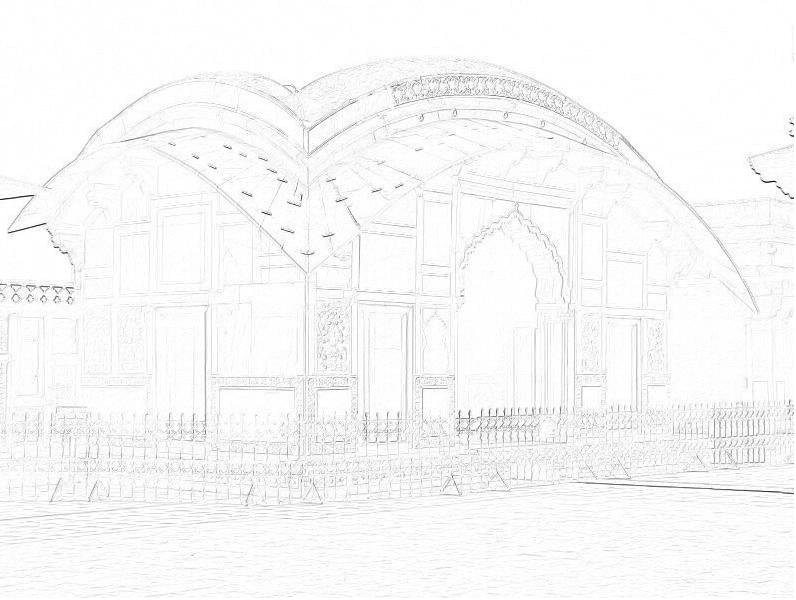
Gradientenstärkebild